# Justicia radicans
Justicia radicans är en akantusväxtart som beskrevs av M. Vahl. Justicia radicans ingår i släktet Justicia och familjen akantusväxter. Inga underarter finns listade i Catalogue of Life.